# Eponimi dell'anatomia umana

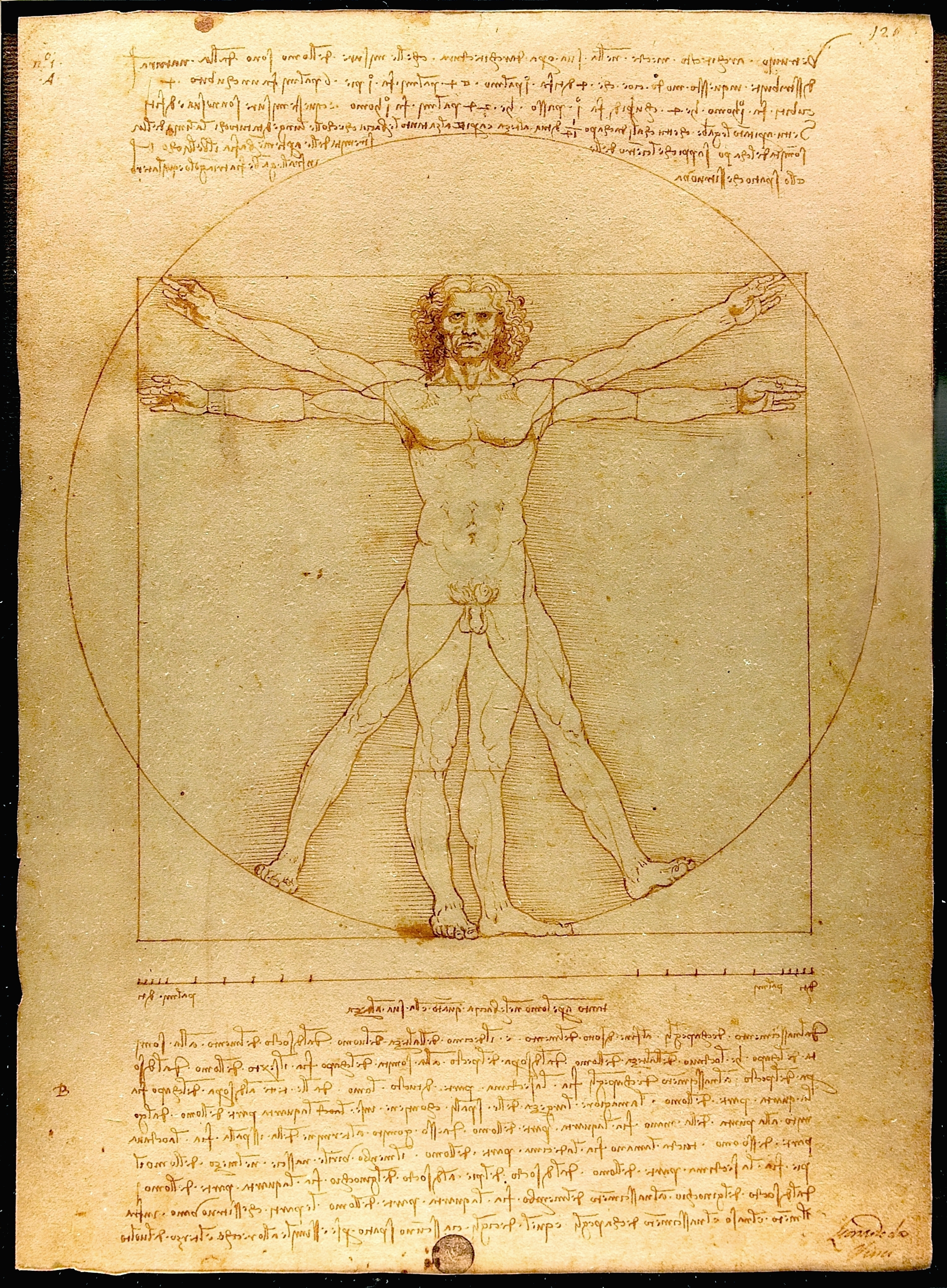

La lista degli eponimi dell'anatomia umana è la lista delle parti anatomiche del corpo umano che prendono il nome da persone (si definiscono pertanto eponimi).

## Lista degli eponimi

### A
- Tendine di Achille - Achille, eroe mitologico greco
- Arteria di Adamkiewicz (vedi: Arteria spinale anteriore) - Albert Adamkiewicz (1850 - 1921), anatomista polacco
- Pomo d'Adamo - Adamo, primo uomo secondo la Bibbia cristiana
- Canale di Alcock - Benjamin Alcock (1801 – 1865), anatomista irlandese
- Cintura di Apollo / Cintura di Adone[1] - Apollo / Adone, personaggi mitologici greci
- Dotto venoso di Aranzio - Giulio Cesare Aranzio (1530 - 1589), medico italiano
- Plesso di Auerbach - Leopold Auerbach (1828 - 1897), anatomista tedesco

### B
- Banda di Bachmann - Jean George Bachmann (1877 - 1959)[2], fisiologo tedesco-statunitense
- Corpi di Balbiani (vedere: Cellula germinale) - Édouard-Gérard Balbiani (1825 - 1899), embriologo francese[3]
- Anello di Balbiani
- Ghiandola di Bartolino - Caspar Bartholin il Giovane (1655 - 1738), anatomista danese
- Sistema venoso di Batson - Oscar Vivian Batson (1894 - 1979), anatomista statunitense
- Nervo toracico di Bell - Charles Bell (1774 - 1842), anatomista britannico
- Dotti papillari del Bellini - Lorenzo Bellini (1643 - 1703), anatomista e poeta italiano
- Colonne renali del Bertin - Exupère Joseph Bertin (1712–1781), anatomista francese
- Cellule di Betz (vedere: Cellula piramidale e corteccia motoria) - Vladimir Betz (1834 - 1894), anatomista ucraino
- Corde di Billroth (vedere: Polpa rossa)[4] - Theodor Billroth (1829 - 1894), chirurgo tedesco
- Foro ovale (o forame) di Botallo - Leonardo Botallo (1530 - 1587), anatomista italiano
- Dotto arterioso di Botallo
- Capsula di Bowman - William Bowman (1816 - 1892), anatomista britannico
- Area di Broca - Paul Broca (1824–1880), anatomista francese
- Aree di Brodmann - Korbinian Brodmann (1868 - 1918), neurologo tedesco
- Ghiandola di Brunner - Johann Conrad Brunner (1653–1727), anatomista svizzero
- Fascia di Buck - Gurdon Buck (1807–1877), chirurgo statunitense

### C
- Cellule di Cajal - Santiago Ramón y Cajal (1852 - 1934), istologo spagnolo
- Cellula di Cajal-Retzius - Cajal e Gustaf Retzius (1842 - 1919), anatomista svedese
- Calice di Held[5][6] - Hans Held (1866 - 1942), anatomista tedesco
- Triangolo di Calot[7] (vedere: dotto cistico) - Jean-François Calot (1861 - 1944), chirurgo francese
- Fascia di Camper[8] - Petrus Camper (1722 - 1789), anatomista olandese
- Tubercolo di Chassaignac[9] - Édouard Chassaignac (1804 - 1879), medico francese
- Cellule di Clara (nome ora in disuso) - Max Clara (1899 - 1966), anatomista tedesco
- Canale di Cloquet (o Canale di Stilling)[10] - Jules Cloquet (1790–1883), anatomista francese
- Fascia di Colles[11] (vedere: perineo) - Abraham Colles (1773 - 1843), medico irlandese
- Fascia di Cooper - Astley Cooper (1768 - 1841), anatomista inglese
- Legamento pettineo di Cooper
- Legamenti di Cooper
- Organo del Corti - Alfonso Corti (1822 - 1876), anatomista italiano
- Segno di Courvoisier-Terrier - Ludwig Georg Courvoisier (1843 - 1918), medico svizzero
- Ghiandole di Cowper - William Cowper (1666 - 1709), anatomista inglese
- Dotti di Cuvier[12] - Georges Cuvier (1769 - 1832), biologo francese

### D
- Tubercolo di Darwin - Charles Darwin (1809 - 1882), biologo ed antropologo inglese
- Fascia di Denonvillier - Charles-Pierre Denonvilliers (1808 - 1872), medico francese
- Membrana di Descemet - Jean Descemet (1732 - 1810), medico francese
- Spazio di Disse (vedere sinusoidi epatici ed epatocita) - Joseph Disse (1852 - 1912), anatomista tedesco
- Canale di Dorello (vedere biografia eponimo) - Primo Dorello (1872 - 1963), anatomista italiano
- Cavo del Douglas (o Linea del Douglas) - James Douglas (1675-1742), anatomista scozzese

### E
- Ghiandole di (Von) Ebner (vedere: papilla linguale) - Viktor von Ebner (1842 - 1925), anatomista austriaco
- Nucleo di Edinger-Westphal - Ludwig Edinger (1855 - 1918) e Carl Friedrich Otto Westphal (1833 - 1890), anatomisti tedeschi
- Torcolare di Erofilo[13] (o torcular Herophili) - Erofilo (335 A.C. - 280 A.C.), anatomista greco antico
- Tromba di Eustachio - Bartolomeo Eustachi (1500/1510 - 1574), anatomista italiano

### F
- Borsa di Fabrizio (o di Fabrici) - Girolamo Fabrici d'Acquapendente (1533 - 1619), anatomista italiano
- Tuba di Falloppio - Gabriele Falloppio (1523 - 1562), anatomista italiano

### G

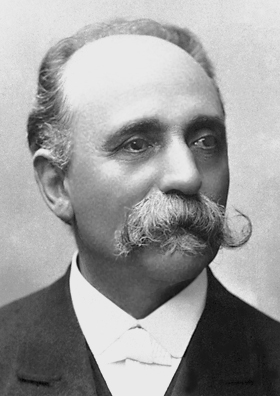
Camillo Golgi, noto medico italiano a cui sono dedicati vari eponimi

- Vene di Galeno - Galeno (129 D.C. - 200/216 D.C.), medico greco antico
- Fascia di Gallaudet[14] (vedere: Fascia di Buck) - Bern Budd Gallaudet (1860–1934), anatomista statunitense
- Dotto di Gartner - Hermann Treschow Gartner (1785 - 1827), anatomista danese
- Fibre di Gerdy (vedere: fascia lata) - Pierre Nicolas Gerdy (1797 - 1856), medico francese
- Fascia del Gerota - Dimitrie Gerota (1867 - 1939), anatomista rumeno
- Vertebre del Giacomini (vedere biografia autore) - Carlo Giacomini (1840 - 1898), anatomista italiano
- Vena del Giacomini[15]
- Capsula fibrosa di Glisson - Francis Glisson (1599 - 1677), anatomista inglese
- Apparato del Golgi - Camillo Golgi (1843 - 1926), biologo italiano
- Organo tendineo del Golgi
- Cellule del Golgi
- follicolo di de Graaf - Regnier de Graaf (1641 - 1673), anatomista olandese
- punto Gräfenberg (o punto G) - Ernst Gräfenberg (1881 - 1957), medico tedesco

### H
- Tasca (o infundibolo) di Hartmann (vedere: cistifellea) - Henri Hartmann (1860 - 1952), chirurgo franco-tedesco
- Valvola di Hasner (vedere: mucocele) - Joseph Hasner (1819–1892), oftalmologo austriaco
- Canale di Havers - Clopton Havers (1657 - 1702), medico inglese
- Valvole a spirale di Heister - Lorenz Heister (1683 - 1758), chirurgo tedesco
- Ansa di Henle - Friedrich Gustav Jakob Henle (1809 - 1885), anatomista tedesco
- Dotto di Hensen - Victor Hensen (1835 - 1924), zoologo tedesco
- Cellula di Hensen
- Canali di Hering[16] - Ewald Hering (1834 - 1918), medico tedesco
- Nervo di Hering[17] - Heinrich Ewald Hering (1866–1948), medico austriaco
- Corpi di Herring[18] - Percy Herring (1872 - 1967), medico inglese
- Circonvoluzioni di Heschl - Richard Heschl (1824 - 1881), anatomista austriaco
- Triangolo di Hesselbach (vedere: regione inguinale) - Franz Kaspar Hesselbach (1759 - 1816), anatomista tedesco
- Antri di Higmore - Nathaniel Highmore (1613 - 1685), chirurgo inglese
- Fascio di His (o di Paladino-His) - Wilhelm His (1863 - 1934), medico svizzero e Giovanni Paladino (1842 - 1917), fisiologo italiano
- Muscolo di Houston[19] - John Houston (1802 - 1845), anatomista irlandese
- Valvola di Houston
- Canale di Huguier[20] - Pierre Charles Huguier (1804 - 1873), chirurgo francese
- Cellula di Hürthle[21] - Karl Hürthle (1860 - 1945), medico tedesco

### I
- Iride - Iride, dea greca

### K
- Valvole di Kerckring - Theodor Kerckring (1638 - 1693), anatomista olandese
- Segno di Kernohan[22] - James Watson Kernohan (1896 - 1981), medico irlandese
- Plesso di Kiesselbach (o plesso di Little; vedere: setto nasale) - Wilhelm Kiesselbach (1839 - 1902), otorinolaringoiatra tedesco
- Poro di Kohn - Hans Kohn (1886 - 1935), patologo tedesco
- Corpuscoli di Krause[23] - Wilhelm Krause (1833 - 1910), anatomista tedesco
- Cellula di Kupffer - Karl Wilhelm von Kupffer (1829 - 1902), anatomista tedesco

### L
- Canali di Lambert[24] -
- Linee di Langer (vedere: laparotomia) - Karl Langer (1819 - 1887), zoologo austriaco
- Isole di Langerhans e Cellula di Langerhans - Paul Langerhans (1847 - 1888), fisiologo tedesco
- Cellula di Langhans - Theodor Langhans (1839 - 1915), medico tedesco
- Punto di Lanz - Otto Lanz (1865 - 1935), chirurgo svizzero
- Cellula di Leydig - Franz Leydig (1821 - 1908), zoologo tedesco
- Cripta di Lieberkühn - Johannes Nathanael Lieberkühn (1711 - 1756), medico tedesco
- Tratto di Lissauer - Heinrich Lissauer (1861 - 1891), neurologo tedesco
- Tubercolo di Lister (veder: avambraccio) - Joseph Lister (1827 - 1912), medico inglese
- Ghiandole di Littré[25] - Alexis Littré (1654 - 1726), medico francese
- Legamento sospensore di Lockwood (vedere: muscolo obliquo inferiore) - Charles Barrett Lockwood (1856 - 1914), anatomista inglese
- Angolo di Louis (o angolo sternale; vedere: Sterno) - Antoine Louis (1723 - 1792), fisiologo francese
- Angolo di Lovibond[26] (vedere: dita ippocratiche) -
- Cellule di Lugaro - Ernesto Lugaro (1870 - 1940), psichiatra italiano
- Fori laterali di Luschka - Hubert von Luschka (1820 - 1875), anatomista tedesco

### M
- Triangolo di Macewen[27] - William Macewen (1848 - 1924), chirurgo scozzese
- Foro di Magendie - François Magendie (1783 - 1855), fisiologo francese
- Punto di McBurney - Charles McBurney (1845 - 1913), chirurgo statunitense
- Corpuscolo di Malpighi - Marcello Malpighi (1628 - 1694), anatomista italiano
- Piramidi del Malpighi
- Cartilagine di Meckel - Johann Friedrich Meckel (1781 - 1833), anatomista tedesco
- Ghiandola di Meibomio - Heinrich Meibom (1638 - 1700), medico tedesco
- Corpuscolo di Meissner - Georg Meissner (1829 - 1905), anatomista tedesco
- Plesso di Meissner
- Cellula di Merkel - Friedrich Merkel (1845 - 1919), anatomista tedesco
- Ansa di Meyer[28] -
- Ghiandola di Moll - Jacob Anton Moll (1832–1914), oculista olandese
- Forami interventricolari di Monro - Alexander Monro il GIovane (1733 - 1817), anatomista scozzese
- Ghiandole di Montgomery - William Fetherstone Montgomery (1797 - 1859), ostetrico irlandese
- Idatide di Morgagni - Giovanni Battista Morgagni (1682 - 1771), anatomista italiano
- Diverticoli laterali di Morgagni
- Tasca del Morison[29] (o del Morrison)[30] - James Rutherford Morison (1853 - 1939), chirurgo inglese
- Dotti di Müller - Johannes Peter Müller (1801 - 1858), anatomista tedesco

### N
- Corpo di Nissl - Franz Nissl (1860 - 1919), neurologo tedesco

### O
- Sfintere di Oddi - Ruggero Oddi (1864 - 1913), anatomista italiano

### P
- Corpuscolo di Pacini - Filippo Pacini (1812 - 1883), anatomista italiano
- Cellule di Paneth - Joseph Paneth (1857 - 1890), fisiologo austriaco
- Circuito di Papez - James Papez (1883 - 1958), anatomista statunitense
- Arteria di Percheron[31][32] (o AOP) - Gerard Percheron (1930 - 2011)[33], medico francese
- Placche di Peyer - Johann Conrad Peyer (1653 - 1712), anatomista svizzero
- legamento di Poupart (o di Falloppio) - François Poupart (1661 - 1709), anatomista francese
- Spazio di Prussak (vedere biografia autore) - Aleksandr Prussak (1832 - 1897), medico russo
- Fibre di Prussak
- Cellula del Purkinje - Jan Evangelista Purkyně (1787 - 1869), anatomista ceco
- Fibre del Purkinje

### R
- Insula di Reil - Johann Christian Reil (1759 - 1813), anatomista tedesco
- Nodi di Ranvier - Louis-Antoine Ranvier (1835 - 1922), medico francese
- Tasca di Rathke - Martin Heinrich Rathke (1793 - 1860), medico tedesco
- Cartilagine di Reichert - Karl Bogislaus Reichert (1811 - 1883), anatomista tedesco
- Neurone di Renshaw - Birdsey Renshaw (1911 - 1948), neuroscienziato statunitense
- Seno di Retzius (vedere biografia autore) - Anders Adolf Retzius (1796 - 1860), anatomista svedese
- Spazio di Retzius
- Lobo di Riedel[34] - Bernhard Riedel (1846 - 1916), chirurgo tedesco
- Seni di Rokitansky-Aschoff (vedere biografia autore) - Karl von Rokitansky (1804 - 1878), medico boemo
- Scissura di Rolando (vedere: Telencefalo) - Luigi Rolando (1773 - 1831), anatomista italiano
- Linfonodi di Rotter[35] - Josef Rotter (1857 - 1924), chirurgo tedesco
- Corpuscolo di Ruffini - Angelo Ruffini (1864 - 1929), medico italiano

### S
- Dotto del Santorini - Giovanni Domenico Santorini (1681 - 1737), medico italiano
- Fascia di Scarpa[36] - Antonio Scarpa (1752 - 1832), medico italiano
- Canale di Schlemm (o di Lauth) - Friedrich Schlemm (1795 - 1858), anatomista tedesco e Thomas Lauth (1758 - 1826), anatomista francese
- Cellula di Schwann - Theodor Schwann (1810 - 1882), biologo tedesco
- Cellula del Sertoli - Enrico Sertoli (1842 - 1910), fisiologo italiano
- Fibre di Sharpey (o claviculi di Gagliardi) - William Sharpey (1802 - 1880), anatomista scozzese e Domenico Gagliardi (1660 - 1745), medico italiano
- Ghiandola di Skene - Alexander Skene (1837 - 1900), ginecologo scozzese
- Fascia di Spigelio - Adriaan van den Spieghel (1578 - 1625). medico fiammingo
- Lobo di Spigelio (o lobo caudato)
- Ernia di Spigelio
- Dotto di Stenone - Niccolò Stenone (1638 - 1686), anatomista danese
- Legamento di Struthers[37] - John Struthers (1823 - 1899), anatomista scozzese
- Acquedotto di Silvio - Franciscus Sylvius (1614 - 1672), medico olandese

### T
- Vene di Tebesio (vedere biografia autore) - Adam Christian Thebesius (1686 - 1732), anatomista tedesco
- Valvola di Tebesio
- Fascia di Toldt - Carl Toldt (1840 - 1920), anatomista austriaco
- Linea bianca di Toldt[38]
- Area di Traube - Ludwig Traube (1818 - 1876), medico tedesco
- Legamento (o piega) di Treves[39][40] - Frederick Treves (1853 - 1923), medico inglese
- Muscolo di Treitz - Václav Treitz (1819 - 1872), patologo ceco
- Legamento di Treitz

### V
- Seni di Valsalva - Antonio Maria Valsalva (1666 - 1723), medico italiano
- Ampolla del Vater - Abraham Vater (1684 - 1751), anatomista tedesco
- Fossette di Venere ("Fossette di Apollo", per i maschi) - Venere, dea romana dell'amore
- Lembo (o anello) di Vieussens (vedere: setto interatriale ) - Raymond Vieussens (1635 - 1715), anatomista francese
- Valvola di Vieussens
- Spazio di Virchow-Robin (o spazi perivascolari) - Rudolf Virchow (1821 - 1902), scienziato tedesco
- Linfonodo di Virchow
- Canale di Volkmann - Alfred Wilhelm Volkmann (1801 - 1877), fisiologo tedesco

### W
- Anello di Waldeyer - Heinrich Wilhelm Gottfried von Waldeyer-Hartz (1836 - 1921), anatomista tedesco
- Corpi di Weibel-Palade - Ewald Weibel (1929 - 2019), anatomista svizzero e George Emil Palade (1912 - 2008), medico rumeno
- Fascio di Wenckebach (vedere biografia autore) - Karel Frederik Wenckebach (1864 - 1940), medico olandese
- Area di Wernicke - Carl Wernicke (1848 - 1905), neurologo tedesco
- Dotto di Wharton - Thomas Wharton (1614 - 1673), anatomista inglese
- Gelatina di Wharton
- Poligono di Willis - Thomas Willis (1621 - 1675), medico inglese
- Forame di Winslow (o forame epiploico) - Jacob B. Winslow (1669 - 1760), anatomista danese
- Dotto del Wirsung - Johann Georg Wirsung (1589 - 1643), anatomista tedesco
- Dotto di Wolff - Caspar Friedrich Wolff (1734 - 1794), fisiologo tedesco
- Ossa wormiane - Ole Worm (1588 - 1654), medico danese

### Z
- Apparato zonulare di Zinn - Johann Gottfried Zinn (1727 - 1759), medico tedesco
- Organo di Zuckerkandl - Emil Zuckerkandl (1849 - 1910), anatomista ungherese
- Fascia di Zuckerkandl
- Tubercolo di Zuckerkandl (tiroide)
- Tubercolo di Zuckerkandl (denti)

## Criteri della lista
- Si segue il criterio dell'ordinamento alfabetico secondo il cognome della persona da cui la parte anatomica prende il nome.

## Statistiche
| N° medici / personaggi mitologici | Paese                             | Medici più celebri                                                                        |
| --------------------------------- | --------------------------------- | ----------------------------------------------------------------------------------------- |
| 47                                | Germania                          | Billroth, Gräfenberg, Langerhans, von Waldeyer-Hartz, Müller, Schwann, Virchow e Brodmann |
| 23                                | Italia                            | Golgi, Malpighi, Morgagni, Eustachio, Falloppio, Fabrici, Valsalva e Pacini               |
| 20                                | Francia                           | Cuvier, Broca e Magendie                                                                  |
| 15                                | Regno Unito (esclusa la Scozia)   | Darwin, Lister, Bell, Willis, Cooper e Bowman                                             |
| 8                                 | Austria                           | Carl Toldt                                                                                |
| 7                                 | Paesi Bassi                       | de Graaf, Camper e Sylvius                                                                |
| 7                                 | Stati Uniti                       | Charles McBurney e Gurdon Buck                                                            |
| 7                                 | Mitologia e religione occidentale |                                                                                           |
| 6                                 | Scozia                            | Sharpey, famiglia Monro e Macewen                                                         |
| 6                                 | Svizzera                          | Ludwig Georg Courvoisier                                                                  |
| 5                                 | Danimarca                         | Niccolò Stenone                                                                           |
| 5                                 | Irlanda                           | Abraham Colles                                                                            |
| 3                                 | Rep. Ceca                         | Jan Evangelista Purkyně                                                                   |
| 2                                 | Grecia (anche Grecia antica)      | Galeno                                                                                    |
| 2                                 | Romania                           | George Emil Palade                                                                        |
| 2                                 | Svezia                            | Anders Adolf Retzius                                                                      |
| 1                                 | Polonia                           | Albert Adamkiewicz                                                                        |
| 1                                 | Russia                            | Aleksandr Prussak                                                                         |
| 1                                 | Spagna                            | Santiago Ramón y Cajal                                                                    |
| 1                                 | Ucraina                           | Vladimir Betz                                                                             |
| 1                                 | Ungheria                          | Emil Zuckerkandl                                                                          |